# Tóth Sándor (textilművész)
Tóth Sándor (Karcag, 1940. január 7. – Budapest, 2019. szeptember 19.[forrás?]) magyar textilművész, iparművész és grafikus. Az 1960-as és 70-es évek „forradalmi textiles generációjának” képviselője; Ferenczy Noémi-díjas (1994).

## Élete
Apja K. Tóth Sándor középbirtokos, anyja Elek Mária, két öccsével nevelkedett.
1954-58 között a Református Nagykun Karcagi Gimnáziumban érettségizett. 1958-63 között a budapesti Iparművészeti Főiskolán tanult, tanára Schubert Ernő volt.
1963-70 között a budakalászi Lenfonó és Szövőipari Vállalat szövöttanyag-tervezője.
1970 óta kiállító textil képző- és iparművész.
1971-79 között a budapesti József Attila Gimnázium rajztanára.
1979-től a győri Gardénia Csipkefüggöny Gyár tervezője.
1981-ben tagja lett a Magyar Képző- és Iparművészek Szövetségének.
1993-2000 között a budapesti Képző- és Iparművészeti Szakgimnázium textiles vezető tanára. 2001-től a Deák Téri Evangélikus Gimnázium rajztanára.

## Művészete
Alkotásaiban (lágy pamut, bézs árnyalatú, szálasabb és érdesebb tapintású len vagy kender, idővel aranybarnává érlelődő szizál, rézszál vagy farost) a használt anyagok mind elő rostos szálak, amelyeket a művész feszesen befog, kötelékké sodor, szobraiba befon és faliképeibe besző. Ezekben a befűzött és beszövött szálakban rejlő erő és a szál feszültsége formálja műveit. Ezt ritkán és csak helyenként szabadítja fel, oldja ki, vágja fel vagy hagyja a művész kibomlani. Műveinek szigora és redukáltsága, minimalizmus textilben.
Tóth „textil minimalizmusát” a kunkarcagi származású művész belseje és gyökerei diktálták. A formái egyszerűen redukáltak, a faliképeinek szálvezetése horizontális, az oszlopok tömörek és anyagainak színei természetesek. Mind forma világában, mind színeiben a művész az alföld síkságára, a puszta és a föld színeire nyúl vissza, valamint a karcagi tanyavilág eszköztára és kézműves műveletei épülnek bele Tóth Sándor műveibe: az ősméhes, egy darab hámfa, a gyeplő, öblösödő kosarak, kerítéspalánkok és maga a kötélsodrás, szőnyegszövés és kosárfonás archaikus technikái.
Művészete nem csak a haza, az otthon „kötelékét” fogalmazza meg, hanem sok esetben az emlékek és az elmúlás jegyeit is viseli. Lehanyatlott kultúráknak és emberpároknak állít kötél oszlopokat és obeliszkeket, textilben hagyja megszilárdulni az ősi egykoron organikus növények kövületeit. A kötél motívuma grafikáin szürreálisan domboruló kunhalomban, megszaggatott lenvásznú vitorlásokon, amelyeket cölöpökhöz köt ki és várakozni hagy az apálykor visszahúzódott tenger öbleiben mind viselik az idő és elmúlás jeleit. A művész, amikor a múlt töredékeire (fapalánk darabokra, hámfára) vagy családja őseinek dokumentumaira (birtok vagy hagyatéki végrendeletre), egy családi füveskönyv lapjaira, felhalmozott tudására lel, ezeket mind összegyűjti, megőrzi, beszövi, kiegészíti rajzzal, kötelekkel pótolja a formákat, textiloszlopokat állít melléjük s ezzel továbbmenti a hagyományt. Az, hogy művészetének anyagai a textilszálak és rostok maguk is mulandóak, még inkább aláhúzzák a mulandóság gondolatát művészetében.
Az élet jelei azonban ugyancsak ott rejlenek munkáiban, amelyek sok esetben organikus, növekvő, kiterebélyesedő formák. Így például zöld és barna fejek, fehér korallok vagy törpék. Egyes textilszobraiban a fa és a szizál, kender és pamut összenőnek. Az életerő a szálakban húzódik, sodratukban rejlik. Amikor egy-egy tértextilének avagy faliképének felületén a sodort köteleket felmetszi, textil alkotásai felületén az életerő a szálfeszültségből kipattan. Nyomait látjuk a kitörő energiának a textiljeinek felületén sok helyütt, hiszen megmozgatja a szigorúan befont és beszőtt síkokat, egymásra applikálja térben, elmetszi és engedi kipattanni, bomlani a feszült szálak végeit, kifejezésre juttatva a művészi alkotó erőt. A lekötözött emberpárok egymáshoz kötözöttségéből is nem csak az elkötelezettség gondolata, hanem a szabadulás és a lekötözött életenergiák felszabadulásának vágya szól.
Pályafutása kezdetén a főiskolai évek után, habár néhány évet gyári textil tervezőként dolgozik, az iparművészet és a szövött textil területéről már a 60-as évek végén a képzőművészet irányába lép. Köteleivel, amelyeket vízszintesen sző be faliképeibe, a síkból a térbeliség irányába töri át a műfaj határait, amikor sodort és vaskos köteleit több rétegben applikálja a felületre. Égszakadás című falitextiljén érződik a tömeg súlya és az anyag háromdimenziós plaszticitása. Itt a fali szőttes már igazi „textil dombormű”. Tértranszparensei pedig, amelyeket sajátságosan egyedi kombinált technikával fon és sző membránszerű térbe lógatott elemek. Ezekkel a munkáival a síkot elhagyja, environmentet formál - tereket határol el textillel.

### Egyéni kiállítások
- 1975 • Derkovits Ifjúsági Klub, Budapest
- 1978 • Kuny Domonkos Múzeum, Tata [Gaál Zsuzsával]
- 1984 • Györffy István Múzeum, Karcag
- 1986 • Ernst Múzeum, Budapest • Görög templom, Vác
- 1987 • Salamon-torony, Visegrád
- 1993 • Városi Művelődési Ház, Karcag • Szolnok
- 1995 • Vigadó Galéria, Budapest
- 2000, 2001 • Körmendi Galéria, Sopron.
- 2019, Budakeszi, Metodista templom,Keresztút (tavasz), pünkösdtől életmű-kiállítás

### Válogatott csoportos kiállítások
- 1970 • Tárgy és alkotója, Csontváry Terem, Pécs • 1. Fal- és Tértextil Biennálé, Savaria Múzeum, Szombathely
- 1971 • V. Nemzetközi Textil Biennálé, Lausanne (CH) • Zacheta, Varsó
- 1972 • 2. Fal- és Tértextil Biennálé, Savaria Múzeum, Szombathely
- 1974 • 3. Fal- és Tértextil Biennálé, Savaria Múzeum, Szombathely • I. Erfurti Quadriennale (Német Demokratikus Köztársaság)
- 1975 • Jubileumi Iparművészeti kiállítás, Műcsarnok, Budapest • Magyar Miniatűr textilek, Savaria Múzeum, Szombathely • 2. Nemzetközi Textiltriennálé, Centralne M. Włókiennictwa, Łódż (PL)
- 1976 • Textilgrafika, Magyar Nemzeti Galéria, Budapest • 4. Fal- és Tértextil Biennálé, Savaria Múzeum, Szombathely • Magyar Textilművészet, Grassi Museum, Lipcse (Német Demokratikus Köztársaság)
- 1977 • Gondolatok lágy anyagokra, Fiatal Művészek Klubja, Budapest • Modern Magyar Textilek,Nordjyllands Kunstmuseum, Aalborg (DK)
- 1979 • Velemi Textilművészeti Alkotóműhely, Joanneum, Graz
- 1980 • A kéz intelligenciája, Műcsarnok, Budapest • 6. Fal- és Tértextil Biennálé, Savaria Múzeum, Szombathely
- 1981 • Objektek, szituációk és ellenpontok lágy anyagokkal, Műcsarnok, Budapest
- 1983 • Modern magyar textilművészet (vándorkiállítás), Musée des Beaux-Arts, Le Havre • Musée du Mans, Mans • Espace Cardin, Párizs
- 1986 • Feldbach (A)
- 1987 • Aktuelle Ungarische Kleinplastik, Museum für Kunst und Kulturgeschichte, Dortmund
- 1988 • 10. Fal- és Tértextil Biennálé, Szombathelyi Képtár, Szombathely • 6. Nemzetközi Textiltriennálé, Łódż
- 1993 • II. Triennale Internat. de Tournai (B)
- 1994 • 13. Magyar Textilbiennálé (Fal- és Tértextil Biennálé), Szombathelyi Képtár, Szombathely
- 1995 • Helyzetkép, Műcsarnok, Budapest
- 1996 • 14. Magyar Textilbiennálé (Fal- és Tértextil Biennálé), Szombathelyi Képtár, Szombathely
- 1998 • Díjazottak, Festőterem, Sopron.

### Művek közgyűjteményekben
- Iparművészeti Múzeum, Budapest
- Kuny Domonkos Múzeum, Tata
- Szombathelyi Képtár, Szombathely